# Danzaburō-danuki
 (juillet 2024).
La mise en forme du texte ne suit pas les recommandations de Wikipédia : il faut le « wikifier ».
Les points d'amélioration suivants sont les cas les plus fréquents. Le détail des points à revoir est peut-être précisé sur la page de discussion.
- Les titres sont pré-formatés par le logiciel. Ils ne sont ni en capitales, ni en gras.
- Le texte ne doit pas être écrit en capitales (les noms de famille non plus), ni en gras, ni en italique, ni en « petit »…
- Le gras n'est utilisé que pour surligner le titre de l'article dans l'introduction, une seule fois.
- L'italique est rarement utilisé : mots en langue étrangère, titres d'œuvres, noms de bateaux, etc.
- Les citations ne sont pas en italique mais en corps de texte normal. Elles sont entourées par des guillemets français : « et ».
- Les listes à puces sont à éviter, des paragraphes rédigés étant largement préférés. Les tableaux sont à réserver à la présentation de données structurées (résultats, etc.).
- Les appels de note de bas de page (petits chiffres en exposant, introduits par l'outil «  Source ») sont à placer entre la fin de phrase et le point final[comme ça].
- Les liens internes (vers d'autres articles de Wikipédia) sont à choisir avec parcimonie. Créez des liens vers des articles approfondissant le sujet. Les termes génériques sans rapport avec le sujet sont à éviter, ainsi que les répétitions de liens vers un même terme.
- Les liens externes sont à placer uniquement dans une section « Liens externes », à la fin de l'article. Ces liens sont à choisir avec parcimonie suivant les règles définies. Si un lien sert de source à l'article, son insertion dans le texte est à faire par les notes de bas de page.
- La présentation des références doit suivre les conventions bibliographiques. Il est recommandé d'utiliser les modèles {{Ouvrage}}, {{Chapitre}}, {{Article}}, {{Lien web}} et/ou {{Bibliographie}}. Le mode d'édition visuel peut mettre en forme automatiquement les références.
- Insérer une infobox (cadre d'informations à droite) n'est pas obligatoire pour parachever la mise en page.

Pour une aide détaillée, merci de consulter Aide:Wikification.
Si vous pensez que ces points ont été résolus, vous pouvez retirer ce bandeau et améliorer la mise en forme d'un autre article.
Danzaburō, de son nom complet Danzaburō-danuki (団三郎狸), est un personnage emblématique du folklore Japonais. Il s'agit d'un éminent bake-danuki dont les histoires se sont transmises sur l'île de Sado, particulièrement à Aikawa et Niigata. Avec Shibaemon-danuki et Tasaburō-danuki, ils forment le trio des trois tanukis les plus célèbres du Japon.

## Généralités
À Sado, comme dans de nombreuses régions dans l'Est du Japon jusqu'à la fin du XIXe siècle, les tanukis étaient appelés mujina (狢) : on le trouvait alors désigné sous le nom de Danzabuō-mujina (団三郎狢). Dans certains ukiyo-e, rouleaux peints, son nom était également écrit avec les caractères 同三狸,.
Danzaburō aurait été le bake-danuki le plus puissant de l'île de Sado, selon certaines légendes, il aurait emménagé sur l'île afin de fuir les renards et les chiens qui lui courrait après.
La plupart des histoires de Danzaburō se concentrent sur sa façon de berner les humains avec ses pouvoirs d'illusions, : La nuit, il aime créer des structures invisibles pour empêcher les gens de poursuivre leur chemin, les attirant parfois chez lui, apparaissant comme un splendide domaine, mais qui ne s'avérait être en fait qu'être une simple cavité dans la roche, ou pire, un simple terrier creusé dans le sol.
Cependant, Dansanburō, n'était pas qu'une simple bête sauvage qui n'interagissait avec les hommes que pour leur jouer des tours. C'était un animal particulièrement intelligent qui avait parfaitement compris le fonctionnement de la société humaine de son époque. Lorsqu'il était malade, il n'hésitait pas à prendre forme humain pour demander des services, comme consulter des médecins humains pour se faire soigner,. Mais ce pourquoi il était le plus connu était sa capacité à comprendre le principe de l'argent et des transactions commerciales. Il n'hésitait pas à leurrer les humains pour s'enrichir quand il en avait besoin, quitte à forcer ses créanciers à travailler pour lui. L'un de ses tours consistait à vendre de l'or, qui n'était en fait que des feuilles d'arbres transformées par ses pouvoirs d'illusion,. Il prêterait souvent de l'argent aux personnes en difficultés financières.
Certaines histoires prétendent toutefois que Danzaburō peut rembourser ce qu'il vole : une histoire de la ville d'Orito (près d'Aikawa), rapporte que le tanuki laissa un billet à ordre scellé avec le nom de la victime, la somme d'argent prise et la date à laquelle cette somme devait être rendue. Quand ce jour arriva, la victime découvrit que le billet avait disparu, laissant a la place, la somme d'argent qui lui était dû. Par la suite, Danzaburō fut déifié à Aikawa sous le nom de Futatsuiwa Daimyoujin (二つ岩大明神), suscitant une véritable adhésion populaire.

## Récits populaires
En tant que tanuki, Danzaburō avait en horreur les chiens, mais surtout les renards. Une théorie populaire raconte que l'absence de renards sur l'île de Sado serait due à l'influence de Danzaburō. Deux catégories de récits existent à ce sujet :  
- Dans la première, un renard désireux de traverser la mer pour se rendre sur l'île de Sado, interpella le tanuki par ces mots  « Puis-je s'il vous plait devenir votre compagnon de voyage, le temps d'une traversée ? ». Le tanuki, perplexe sur les véritables objectifs du renard lui répondit alors  « L'embarcation est fragile, vous savez? Il vous faudra-donc prendre la forme d'un objet que je puisse revêtir. » Malgré cette proposition incongrue, le renard accepta et finit par se changer en objet, dans certaines versions, il peut s'agir de zōri(des sandales), dans d'autres il peut s'agir d'un akadenchū(une veste rouge). C'est alors qu'ils sont au beau milieu de la mer, que le tanuki malicieux finit par jeter son compagnon de voyage par dessus bord[7],[11].
- Dans la seconde catégorie de récits, le renard, se vente d'être le meilleur changeur de forme entre les deux, Danzaburō lui déclare alors   « Je ne suis peut être pas le meilleurs changeur de forme, mais je sais me transformer en quelque chose comme une procession de daimyō » C'est alors que le cortège arriva quelque temps plus tard. Le renard imbu de lui-même, ne se défile pas et reste au moment où le danger arrive, fanfaronne devant la procession en disant « Vous voilà fort bien déguisé, mais ce n'est qu'une illusion n'est-ce pas ? » Mais ce n'était pas une illusion, Danzaburō avait prévu que ces hommes arrivaient. Pour avoir commis le crime de perturber la procession, le renard fut alors saisi par un des daimyōs, et mis à mort[5],[7]. Certaines versions mentionnent des chiens à la place des daimyō, où le renard finit déchiqueté, car lui aussi est faible face aux chiens.

Plusieurs autres histoires sur les farces de Danzaburō circulent. L'une d'entre elles raconte pourquoi il a cessé de jouer des tours humains après avoir perdu un duel contre un homme pour déterminer, qui était le plus rusé : 
Ce récit raconte l'histoire d'un jeune paysans, tombant sur une jeune femme dans une situation très incommodante, qui lui demande :  « Que faites-vous, assise par terre ? » Cette dernière lui répondit alors :  « C'est que, j'ai si mal au ventre, que je ne peux plus bouger d'un pouce. » Bien que le paysans se résolut à l'aider en l'amenant chez le médecin, il eut l'intuition qu'il ne s'agissait pas d'une véritable demoiselle en détresse. Il décide donc de l'attacher avec une corde, lui disant : « Je vous attache pour ne pas que vous glissiez en cours de route. » 
Danzaburō transformé, eu un mauvais pressentiment et supplie au paysan   « Pitié, détachez mes liens et laissez-moi partir je vous prie ! » 
Ce dernier, lui refusant fermement de la laisser descendre de son dos lui disant  « Allons bon, pourquoi diable voudriez vous descendre ? N'êtes-vous pas infirme comme vous le prétendiez ? ». Sur ces jeune femme lui répondit alors, faussement embarrassée : « C'est que, je voudrait bien me soulager un peu... » 
Mais le paysan n'était pas dupe et répondit alors : « Eh bien ! Par une belle jeune fille comme vous, je veux bien me laisser volontiers pisser sur le dos, vous savez ! » Et finalement, la jeune femme ne fut toujours pas détachée.
Chemin faisant, ils arrivèrent dans ce qui semblait être la maison du paysan. Danzaburō, surpris, d'exclama alors : « Mais, ce n'est pas ma maison ? » Et le paysan lui répond : « Je sais qui vous êtes réellement, Danzaburō ! » 
Sur ce, il réprimanda sévèrement le tanuki, qui finit par s'excuser avec le plus de sincérité qu'il pu. Depuis, honteux de s'être laissé berné, puis réprimandé par l'espèce qu'il avait l'habitude de manipuler jusqu'alors, Danzaburō n'a plus jamais essayé de se jouer des humains.

## Origine probable
Contrairement a une croyance populaire, le tanuki du Japon n'était pas distribué sur l'ensemble de l’archipel japonais, mais uniquement distribué sur les îles de Honshū, Kyūshū et Shikoku. L'animal a été importé sur différentes îles reculées, comme l'île de Sado, dans une date ultérieur, pour créer une population sauvage à exploiter dans le cadre du commerce de sa fourrure, de sa peau et de ses os contre les matières premières présentes de l'île. Au cours de l'Ère Meireki en 1657, certaines personnes détenaient des tanukis en captivité dans le cadre de petits élevage privé dans l'optique de revendre la peau contre de l'or extrait des mines de Sado.
Danzaburō était le nom d'un marchand d'Echigo qui pratiquait cette activité commerciale. En plus de l'élevage, il aurait commencé à mettre en place divers dispositifs pour s'occuper et de préserver les populations de chiens viverrins présentes sur l'île de Sado, si bien que certaines personnes pensaient qu'il était un tanuki doté de pouvoirs de transformations. L'homme aurait alors fini par devenir une sommité, et fait l'objet d'un culte en étant vénéré comme un ujigami, un divinité gardienne de l'île.

## Dans la culture populaire
- Dans la série de jeux vidéo Animal Crossing, le personnage de Tom Nook semble s'inspirer de Danzaburō. Il ne dispose cependant d'aucun pouvoir magique.

- Danzaburō apparaît en tant que boss dans le jeu vidéo 2013 Muramasa Rebirth. Il prend plusieurs formes au cours du combat, dont un cyclope et une paire de rokurokubi.

- Danzaburō est sorti en tant que personnage jouable dans le jeu Smite, annoncé sur le compte Twitter officiel du jeu le 16 novembre 2020.